# Ehretia anacua
Espèce
Classification phylogénétique
Ehretia anacua est un arbre de taille moyenne du Mexique et du sud du Texas.
Le nom Anacua provient d'un mot mexicano-espagnolAnacahuite, probable dérivation des mots  Nahuatls āmatl (papier) et quatitl (tree).

## Description
Cette espèce est un arbre pouvant atteindre 15 mètres de haut.
Son feuillage est persistant ou partiellement persistant.
Les inflorescences sont des cymes terminales portant de nombreuses fleurs blanches et parfumées.
Le fruit est une drupe de 8 mm de diamètre, jaune orangé à maturité. Comme l’ensemble du genre, il contient quatre graines. L’endocarpe du fruit est divisé en deux, chaque partie contenant deux graines.

## Utilisations et intérêts
Il est cultivé aux États-Unis comme arbre d’ornement.
Le fruit, comestible, n’est cependant pas commercialisé.